# Densitate de energie
În fizică, densitatea de energie reprezintă cantitatea de energie stocată într-un sistem sau într-o regiune specifică a spațiului, raportată la unitatea de volum. Este important să nu se confunde cu energia specifică sau densitatea de energie gravimetrică, care se referă la energia pe unitate de masă.
Deși uneori se ia în considerare doar energia utilă sau extractibilă, ignorând energia inaccesibilă (precum energia masei de repaus). Cu toate acestea, în contextul cosmologic și al altor teorii relativiste generale, densitățile de energie considerate corespund elementelor tensorului energie-impuls și, prin urmare, includ atât energia de masă, cât și densitățile energetice asociate cu presiunea.
Energia pe unitate de volum are aceleași unități fizice ca presiunea și în multe situații este sinonimă cu aceasta. De exemplu, densitatea de energie a unui câmp magnetic poate fi exprimată și se comportă ca o presiune fizică. De asemenea, energia necesară pentru comprimarea unui gaz la un anumit volum poate fi determinată prin înmulțirea diferenței dintre presiunea gazului și presiunea externă cu variația de volum. Un gradient de presiune descrie potențialul de a efectua lucru mecanic asupra mediului înconjurător prin conversia energiei interne în lucru mecanic până la atingerea echilibrului.

## Prezentare generală
Există diferite tipuri de energie stocate în materiale, iar eliberarea fiecărui tip de energie necesită un anumit tip de reacție. În ordinea mărimii tipice a energiei eliberate, aceste tipuri de reacții sunt: nucleară, chimică, electrochimică și electrică.
Reacțiile nucleare au loc în stele și centrale nucleare, ambele obținând energie din energia de legătură a nucleelor. Reacțiile chimice sunt utilizate de organisme pentru a obține energie din alimente și de automobile pentru a obține energie din benzină. Hidrocarburile lichide (combustibili precum benzina, motorina și kerosenul) reprezintă astăzi cea mai densă modalitate cunoscută de stocare și transport economic al energiei chimice la scară largă (1 kg de motorină arde cu oxigenul conținut în aproximativ 15 kg de aer). Reacțiile electrochimice sunt utilizate de majoritatea dispozitivelor mobile, cum ar fi laptopurile și telefoanele mobile, pentru a elibera energie din baterii.

### Tipuri de conținut de energie
Există mai multe tipuri de conținut de energie. Unul este cantitatea totală teoretică de lucru termodinamic care poate fi derivată dintr-un sistem, la o temperatură și presiune date impuse de mediul înconjurător. Aceasta se numește exergie. Altul este cantitatea teoretică de energie electrică care poate fi derivată din reactanți aflați la temperatura camerei și presiunea atmosferică. Aceasta este dată de variația entalpiei libere. Această energie este adesea utilizată pentru a alimenta dispozitive electronice și electrocasnice. Dar ca sursă de căldură sau pentru utilizare într-un motor termic, cantitatea relevantă este variația entalpiei standard sau puterea calorifică. 
Există două tipuri de putere calorifică:
- Puterea calorifică superioară (Hs), sau puterea calorifică brută, include toată căldura degajată pe măsură ce produșii se răcesc la temperatura camerei și orice vapori de apă prezenți se condensează.
- Puterea calorifică inferioară (Hi), sau puterea calorifică netă, nu include căldura care ar putea fi degajată prin condensarea vaporilor de apă și poate să nu includă căldura degajată la răcire până la temperatura camerei.

Pentru o consultare rapidă a valorilor Hs și Hi ale diverșilor combustibili, se recomandă consultarea tabelelor.

## În aplicațiile de stocare a energiei și al combustibililor

Graficul densităților de energie selectate

În aplicațiile de stocare a energiei, densitatea de energie corelează energia dintr-un depozit de energie cu volumul instalației de stocare, de exemplu, rezervorul de combustibil. Cu cât densitatea de energie a combustibilului este mai mare, cu atât mai multă energie poate fi stocată sau transportată pentru același volum. Având în vedere înalta densitate de energie a benzinei, explorarea unor medii alternative pentru stocarea energiei necesare alimentării unei mașini, precum hidrogenul sau bateriile, este puternic limitată de densitatea de energie a mediului alternativ. De exemplu, aceeași masă de stocare cu ioni de litiu ar duce la o mașină cu doar 2% din autonomia echivalentului său pe benzină. Dacă sacrificarea autonomiei este nedorită, devine necesar să se transporte mult mai mult combustibil.
Densitatea de energie a unui combustibil pe unitate de masă se numește energie specifică. În general, un motor care utilizează acel combustibil va genera mai puțină energie cinetică din cauza ineficiențelor și principiului al doilea al termodinamicii — prin urmare, consumul specific de combustibil al unui motor va fi întotdeauna mai mare decât rata sa de producere a energiei cinetice.
Densitatea de energie diferă de randament (ieșire netă pe intrare) sau energia încorporată (costurile de energie pentru producție, cum ar fi recoltarea, rafinarea, distribuirea și gestionarea poluării toate utilizează energia). Utilizarea intensivă a energiei la scară largă afectează și este afectată de climă, depozitarea deșeurilor și de defrișare.
Nici o metodă unică de stocare a energiei nu oferă cele mai bune valori pentru putere specifică, energie specifică și densitate de energie. Legea lui Peukert descrie modul în care cantitatea de energie utilă care poate fi obținută (pentru un acumulator plumb-acid) depinde de cât de repede este extrasă.
Se discută opțiuni alternative pentru stocarea energiei pentru a crește densitatea de energie și a reduce timpul de încărcare.
Figura de mai sus prezintă densitatea de energie gravimetrică și volumetrică a unor combustibili și tehnologii de stocare (modificată din articolul benzină).
Unele valori pot să nu fie precise din cauza izomerilor sau a altor neregularități. Vezi Putere calorifică pentru un tabel complet al energiilor specifice ale combustibililor importanți.
În general, valorile densității pentru combustibilii chimici nu includ greutatea oxigenului necesar arderii. Greutățile atomice ale carbonului și oxigenului sunt similare, în timp ce hidrogenul este mult mai ușor. Cifrele sunt prezentate în acest fel pentru acei combustibili unde, în practică, aerul ar fi tras doar local în arzător. Acest lucru explică densitatea energetică aparent mai mică a materialelor care conțin propriul lor oxidant (cum ar fi praful de pușcă și TNT), unde masa oxidantului adaugă efectiv greutate și absoarbe o parte din energia de combustie pentru a disocia și elibera oxigen pentru continuarea reacției. Acest lucru explică, de asemenea, unele anomalii aparente, cum ar fi faptul că densitatea de energie a unui sandviș pare să fie mai mare decât cea a unui băț de dinamită.

## Lista densităților de energie a materialelor
Următoarele conversii de unități pot fi utile atunci când se analizează datele din tabele: 3.6 MJ = 1 kW⋅h ≈ 1,34 CP⋅h. Deoarece 1 J = 10−6 MJ și 1 m3 = 103 L, se împarte joule/m3 la 109 pentru a obține MJ/L = GJ/m3. Se împarte MJ/L la 3,6 pentru a obține kW⋅h /L.

### În reacțiile chimice (oxidare)
Cu excepția cazului în care se specifică altfel, valorile din următorul tabel sunt valorile calorifice inferioare pentru combustia perfectă, fără a se număra masa sau volumul oxidantului. Când este utilizat pentru producerea de electricitate într-o pilă de combustie sau pentru efectuarea de lucru mecanic, este entalpia liberă de reacție (ΔG) care stabilește limita teoretică superioară. Dacă {\displaystyle {\ce {H2O}}} produs este vapori, aceasta este în general mai mare decât puterea calorifică inferioară, în timp ce dacă {\displaystyle {\ce {H2O}}} produs este lichid, este în general mai mică decât puterea calorifică superioară. Dar în cazul cel mai relevant al hidrogenului, ΔG este de 113 MJ/kg dacă se produce vapori de apă și de 118 MJ/kg dacă se produce apă lichidă, ambele fiind mai mici decât puterea calorifică inferioară (120 MJ/kg).
| Material                                              | Energie specifică (MJ/kg) | Densitatea de energie (MJ/L) | Energie specifică (W⋅h/kg)  | Densitatea de energie (W⋅h/L) | Comentariu |
| ----------------------------------------------------- | ------------------------- | ---------------------------- | --------------------------- | ----------------------------- | --- |
| Hidrogen lichid                                       | 141.86 (Hs) 119.93 (Hi)   | 10.044 (Hs) 8.491 (Hi)       | 39,405.6 (Hs) 33,313.9 (Hi) | 2,790.0 (Hs) 2,358.6 (Hi)     | Cifrele privind energia se aplică după reîncălzirea la 25 °C. |
| Hidrogen gazos (681 atm, 69 MPa, 25 °C)               | 141.86 (Hs) 119.93 (Hi)   | 5.323 (Hs) 4.500 (Hi)        | 39,405.6 (Hs) 33,313.9 (Hi) | 1,478.6 (Hs) 1,250.0 (Hi)     | Data din aceeași referință ca și pentru hidrogenul lichid. Rezervoarele de înaltă presiune cântăresc mult mai mult decât hidrogenul pe care îl pot conține. Hidrogenul poate reprezenta aproximativ 5,7% din masa totală, ceea ce înseamnă că valoarea Hi este de doar 6,8 MJ pe kg de masă totală. A se vedea nota de mai sus privind utilizarea în pilele de combustie. |
| Hydrogen, gaz (1 atm (101,3 kPa), 25 °C)              | 141.86 (Hs) 119.93 (Hi)   | 0.01188 (Hs) 0.01005 (Hi)    | 39,405.6 (Hs) 33,313.9 (Hi) | 3.3 (Hs) 2.8 (Hi)             | [ 9 ] |
| Metan (101.3 kPa, 15 °C)                              | 55.6                      | 0.0378                       | 15,444.5                    | 10.5                          | |
| GNL (GN la −160 °C)                                   | 53.6                      | 22.2                         | 14,888.9                    | 6,166.7                       | |
| GNC (GN comprimat la 247 atm, 25 MPa ≈ 3,600 psi)     | 53.6                      | 9                            | 14,888.9                    | 2,500.0                       | |
| Gaz natural                                           | 53.6                      | 0.0364                       | 14,888.9                    | 10.1                          | |
| GPL propan                                            | 49.6                      | 25.3                         | 13,777.8                    | 7,027.8                       | |
| GPL butan                                             | 49.1                      | 27.7                         | 13,638.9                    | 7,694.5                       | [ 12 ] |
| Benzină                                               | 46.4                      | 34.2                         | 12,888.9                    | 9,500.0                       | [ 12 ] |
| Polipropilenă plastic                                 | 46.4                      | 41.7                         | 12,888.9                    | 11,583.3                      | |
| Polietilenă plastic                                   | 46.3                      | 42.6                         | 12,861.1                    | 11,833.3                      | |
| Păcură pentru uz casnic                               | 46.2                      | 37.3                         | 12,833.3                    | 10,361.1                      | [ 12 ] |
| Motorină                                              | 45.6                      | 38.6                         | 12,666.7                    | 10,722.2                      | [ 12 ] |
| 100LL Avgaz                                           | 44.0                      | 31.59                        | 12,222.2                    | 8,775.0                       | |
| Combustibil pentru avioane (e.g. kerosen)             | 43                        | 35                           | 11,944.4                    | 9,722.2                       | Motor de aeronavă |
| Gazohol E10 (10% etanol 90% benzină în volum)         | 43.54                     | 33.18                        | 12,094.5                    | 9,216.7                       | |
| Litiu                                                 | 43.1                      | 23.0                         | 11,972.2                    | 6,388.9                       | |
| Ulei biodiesel (ulei vegetal)                         | 42.20                     | 33                           | 11,722.2                    | 9,166.7                       | |
| DMF (2,5-dimetilfuran)                                | 42                        | 37.8                         | 11,666.7                    | 10,500.0                      | [ necesită clarificare ] |
| Parafină                                              | 42                        | 37.8                         | 11,700                      | 10,500                        | |
| Petrol (tonă echivalent petrol)                       | 41.868                    | 37                           | 11,630                      | 10,278                        | |
| Polistiren plastic                                    | 41.4                      | 43.5                         | 11,500.0                    | 12,083.3                      | |
| Acid gras                                             | 38                        | 35                           | 10,555.6                    | 9,722.2                       | Metabolismul în corpul omenesc (22% eficiență) |
| Butanol                                               | 36.6                      | 29.2                         | 10,166.7                    | 8,111.1                       | |
| Gazohol E85 (85% etanol 15% benzină în volum)         | 33.1                      | 25.65                        | 9,194.5                     | 7,125.0                       | |
| Grafit                                                | 32.7                      | 72.9                         | 9,083.3                     | 20,250.0                      | |
| Cărbune, antracit                                     | 26–33                     | 34–43                        | 7,222.2–9,166.7             | 9,444.5–11,944.5              | Cifrele reprezintă combustia perfectă, fără a lua în considerare oxidantul, dar eficiența conversiei în energie electrică este de ≈36%. |
| Siliciu                                               | 32.6                      | 75.9                         | 9,056                       | 21,080                        | A se vedea Tabelul 1 |
| Aluminiu                                              | 31.0                      | 83.8                         | 8,611.1                     | 23,277.8                      | |
| Etanol                                                | 30                        | 24                           | 8,333.3                     | 6,666.7                       | |
| DME                                                   | 31.7 (Hs) 28.4 (Hi)       | 21.24 (Hs) 19.03 (Hi)        | 8,805.6 (Hs) 7,888.9 (Hi)   | 5,900.0 (Hs) 5,286.1 (Hi)     | [ 22 ] [ 23 ] |
| Poliester plastic                                     | 26.0                      | 35.6                         | 7,222.2                     | 9,888.9                       | |
| Magneziu                                              | 24.7                      | 43.0                         | 6,861.1                     | 11,944.5                      | |
| Fosfor (alb)                                          | 24.30                     | 44.30                        | 6,750                       | 12,310                        | [ 24 ] |
| Cărbune, bitum                                        | 24–35                     | 26–49                        | 6,666.7–9,722.2             | 7,222.2–13,611.1              | [ 3 ] |
| PET (impur)                                           | 23.5                      | < ~32.4                      | 6,527.8                     | < ~9000                       | |
| Metanol                                               | 19.7                      | 15.6                         | 5,472.2                     | 4,333.3                       | |
| Titan                                                 | 19.74                     | 88.93                        | 5,480                       | 24,700                        | ars la dioxid de titan |
| Hidrazină (transformată prin ardere în N2+H2O)        | 19.5                      | 19.3                         | 5,416.7                     | 5,361.1                       | |
| Amoniac lichid (transformat prin ardere în N2+H2O)    | 18.6                      | 11.5                         | 5,166.7                     | 3,194.5                       | |
| Potasiu                                               | 18.6                      | 16.5                         | 5,160                       | 4,600                         | ars la oxid de potasiu uscat |
| PV plastic (toxicitate prin ardere necorespunzătoare) | 18.0                      | 25.2                         | 5,000.0                     | 7,000.0                       | [ necesită clarificare ] |
| Lemn                                                  | 18.0                      |                              | 5,000.0                     |                               | [ 26 ] |
| Turbă - cărbune                                       | 17.7                      |                              | 4,916.7                     |                               | [ 27 ] |
| Zaharuri, carbohidrați și proteine                    | 17                        | 26.2 (glucoză)               | 4,722.2                     | 7,277.8                       | Metabolismul în corpul omenesc (22% eficiență) |
| Calciu                                                | 15.9                      | 24.6                         | 4,416.7                     | 6,833.3                       | [ necesită citare ] |
| Glucoză                                               | 15.55                     | 23.9                         | 4,319.5                     | 6,638.9                       | |
| Baligă uscată și balegă de cămilă                     | 15.5                      |                              | 4,305.6                     |                               | |
| Cărbune, lignit                                       | 10–20                     |                              | 2,777.8–5,555.6             |                               | [ necesită citare ] |
| Sodiu                                                 | 13.3                      | 12.8                         | 3,694.5                     | 3,555.6                       | ars la hidroxid de sodiu uscat |
| Turbă                                                 | 12.8                      |                              | 3,555.6                     |                               | |
| Nitrometan                                            | 11.3                      | 12.85                        | 3,138.9                     | 3,570                         | |
| Mangan                                                | 9.46                      | 68.2                         | 2,630                       | 18,900                        | ars la oxid de mangan |
| Sulf                                                  | 9.23                      | 19.11                        | 2,563.9                     | 5,308.3                       | ars la dioxid de sulf |
| Sodiu                                                 | 9.1                       | 8.8                          | 2,527.8                     | 2,444.5                       | ars la oxid de sodiu uscat |
| Acumulator litiu-aer                                  | 9.0                       |                              | 2,500.0                     |                               | Descărcare electrică controlată |
| Gunoi menajer                                         | 8.0                       |                              | 2,222.2                     |                               | |
| Fier                                                  | 7.4                       | 57.7                         | 2052.9                      | 16004.1                       | ars la oxid de fier(III) |
| Fier                                                  | 6.7                       | 52.2                         | 1858.3                      | 14487.2                       | ars la oxid de fier (II,III) |
| Zinc                                                  | 5.3                       | 38.0                         | 1,472.2                     | 10,555.6                      | |
| Teflon plastic                                        | 5.1                       | 11.2                         | 1,416.7                     | 3,111.1                       | toxic prin ardere, dar ignifug |
| Fier                                                  | 4.9                       | 38.2                         | 1,361.1                     | 10,611.1                      | ars la oxid de fier(II) |
| Praf de pușcă                                         | 4.7–11.3                  | 5.9–12.9                     |                             | 1,600–3,580                   | |
| TNT                                                   | 4.184                     | 6.92                         | 1,162                       | 1,920                         | |
| Bariu                                                 | 3.99                      | 14.0                         | 1,110                       | 3,890                         | ars la dioxid de bariu |
| ANFO                                                  | 3.7                       |                              | 1,027.8                     |                               | |

### În reacțiile nucleare
| Material                   | Energie specifică (MJ/kg)                                                             | Densitate de energie (MJ/L)                                      | Energie specifică (W⋅h/kg)      | ate de energie (W⋅h/L)                                               | Comentariu |
| -------------------------- | ------------------------------------------------------------------------------------- | ---------------------------------------------------------------- | ------------------------------- | -------------------------------------------------------------------- | --- |
| Antimaterie                | 89,875,517,874 ≈ 90 PJ/kg                                                             | Depinde de densitatea formei antimateriei.                       | 24,965,421,631,578 ≈ 25 TW⋅h/kg | Depinde de densitatea formei antimateriei.                           | Anihilare, numărând atât masa de antimaterie consumată, cât și masa de materie obișnuită                              |
| Hidrogen (fuziune)         | 639,780,320 dar cel puțin 2% din această valoare este pierdută din cauza neutrinilor. | Depinde de condiții                                              | 177,716,755,600                 | Depinde de condiții                                                  | Reacție 4H→4He |
| Deuteriu (fuziune)         | 571,182,758                                                                           | Depinde de condiții                                              | 158,661,876,600                 | Depinde de condiții                                                  | Schema de fuziune propusă pentru D+D→4He, prin combinarea D+D→T+H, T+D→4He+n, n+H→D and D+D→3He+n, 3He+D→4He+H, n+H→D |
| Deuteriu+tritiu (fuziune)  | 337,387,388                                                                           | Depinde de condiții                                              | 93,718,718,800                  | Depinde de condiții                                                  | D + T → 4He + n În curs de dezvoltare.                                                                                |
| Litiu-6 deuteriu (fuziune) | 268,848,415                                                                           | Depinde de condiții                                              | 74,680,115,100                  | Depinde de condiții                                                  | 6LiD → 24He Folosit în arme                                                                                           |
| Plutoniu-239               | 83,610,000                                                                            | 1,300,000,000–1,700,000,000 (În funcție de faza cristalografică) | 23,222,915,000                  | 370,000,000,000–460,000,000,000 (În funcție de faza cristalografică) | Căldura produsă în reactorul cu fisiune                                                                               |
| Plutoniu-239               | 31,000,000                                                                            | 490,000,000–620,000,000 (În funcție de faza cristalografică)     | 8,700,000,000                   | 140,000,000,000–170,000,000,000 (În funcție de faza cristalografică) | Electricitate produsă în reactorul cu fisiune                                                                         |
| Uraniu                     | 80,620,000                                                                            | 1,539,842,000                                                    | 22,394,000,000                  |                                                                      | Căldura produsă în reactorul de regenerare                                                                            |
| Toriu                      | 79,420,000                                                                            | 929,214,000                                                      | 22,061,000,000                  |                                                                      | Căldura produsă în reactorul de regenerare (experimental)                                                             |
| Plutoniu-238               | 2,239,000                                                                             | 43,277,631                                                       | 621,900,000                     |                                                                      | Generator termoelectric radioizotopic. Căldura este produsă doar la o rată de 0,57 W/g.                               |

### Alte mecanisme de eliberare
| Material                                            | Energie specifică (MJ/kg) | Densitate de energie (MJ/L) | Energie specifică (W⋅h/kg) | Densitate de energie (W⋅h/L) | Comentariu                                                                                           |
| --------------------------------------------------- | ------------------------- | --------------------------- | -------------------------- | ---------------------------- | --- |
| Acumulator, zinc-aer                                | 1.59                      | 6.02                        | 441.7                      | 1,672.2                      | Descărcare electrică controlată                                                                      |
| Siliciu (schimbare de fază)                         | 1.790                     | 4.5                         | 500                        | 1,285                        | Energie stocată prin schimbarea de fază solidă în lichid a siliciului                                |
| Hidrat de bromură de stronțiu                       | 0.814                     | 1.93                        |                            | 628                          | Energia termică a schimbării de fază la 88,6 °C (361,8 K)                                            |
| Azot lichid                                         | 0.77                      | 0.62                        | 213.9                      | 172.2                        | Lucru maxim reversibil la 77,4 K cu rezervor de 300 K                                                |
| Acumulator sodiu-sulf                               | 0.54–0.86                 |                             | 150–240                    |                              | |
| Aer comprimat la 30 MPa                             | 0.5                       | 0.2                         | 138.9                      | 55.6                         | Energie potențială                                                                                   |
| Căldura latentă de fuziune a gheții (termică)       | 0.334                     | 0.334                       | 93.1                       | 93.1                         | |
| Acumulator litiu-metal                              | 1.8                       | 4.32                        | 500                        | 1,200                        | Descărcare electrică controlată                                                                      |
| Acumulator litiu-ion                                | 0.36–0.875                | 0.9–2.63                    | 100.00–243.06              | 250.00–730.56                | Descărcare electrică controlată                                                                      |
| Acumulator litiu-ion cu anozi cunanofire de siliciu | 1.566                     | 4.32                        | 435                        | 1,200                        | Descărcare electrică controlată                                                                      |
| Volantă                                             | 0.36–0.5                  | 5.3                         |                            |                              | Energie cinetică                                                                                     |
| Baterie alcalină                                    | 0.48                      | 1.3                         |                            |                              | Descărcare electrică controlată                                                                      |
| Baterie de nichel-hidrură metalică                  | 0.41                      | 0.504–1.46                  |                            |                              | Descărcare electrică controlată                                                                      |
| Acumulator cu plumb                                 | 0.17                      | 0.56                        | 47.2                       | 156                          | Descărcare electrică controlată                                                                      |
| Supercondensator (EDLC)                             | 0.01–0.030                | 0.006–0.06                  | up to 8.57                 |                              | Descărcare electrică controlată                                                                      |
| Apă la o înălțime de 100 m a barajului              | 0.000981                  | 0.000978                    | 0.272                      | 0.272                        | Cifrele reprezintă energia potențială, dar eficiența conversiei în energie electrică este de 85-90%. |
| Condensator electrolitic                            | 0.00001–0.0002            | 0.00001–0.001               |                            |                              | Descărcare electrică controlată                                                                      |

### În deformarea materialelor
Capacitatea de stocare a energiei mecanice sau rezistența unui material Hookean atunci când este deformat până la punctul de rupere poate fi calculată prin calcularea rezistenței la tracțiune înmulțită cu alungirea maximă împărțită la doi. Alungirea maximă a unui material Hookean poate fi calculată împărțind rigiditatea acelui material la rezistența sa maximă la tracțiune. Următorul tabel listează aceste valori calculate folosind modulul Young ca măsură a rigidității:
| Material                                      | Densitatea de energie în funcție de masă (J/kg) | Tenacitate: Densitatea de energie pe volum (J/L) | Densitate (kg/L) | Modulul lui Young (GPa) | Rezistența la tracțiune (MPa) |
| --------------------------------------------- | ----------------------------------------------- | ------------------------------------------------ | ---------------- | ----------------------- | ----------------------------- |
| Bandă de cauciuc                              | 1,651–6,605                                     | 2,200–8,900                                      | 1.35             |                         |                               |
| Oțel, ASTM A228 (randament, diametru de 1 mm) | 1,440–1,770                                     | 11,200–13,800                                    | 7.80             | 210                     | 2,170–2,410                   |
| Acetali                                       | 908                                             | 754                                              | 0.831            | 2.8                     | 65 (finală)                   |
| Nailon-6                                      | 233–1,870                                       | 253–2,030                                        | 1.084            | 2–4                     | 45–90 (finală)                |
| Beriliu de cupru 25-1/2 HT (randament)        | 684                                             | 5,720                                            | 8.36             | 131                     | 1,224                         |
| Policarbonați                                 | 433–615                                         | 520–740                                          | 1.2              | 2.6                     | 52–62 (finală)                |
| Materiale plastice ABS                        | 241–534                                         | 258–571                                          | 1.07             | 1.4–3.1                 | 40 (finală)                   |
| Acrilic                                       |                                                 | 1,530                                            |                  | 3.2                     | 70 (finală)                   |
| Aluminiu 7077-T8 (randament)                  | 399                                             | 1,120                                            | 2.81             | 71.0                    | 400                           |
| Oțel, inoxidabil, 301-H (randament)           | 301                                             | 2,410                                            | 8.0              | 193                     | 965                           |
| Aluminiu 6061-T6 (randament la 24 °C)         | 205                                             | 553                                              | 2.70             | 68.9                    | 276                           |
| Rășini epoxidice                              |                                                 | 113–1,810                                        |                  | 2–3                     | 26–85 (finală)                |
| Lemn de brad Douglas                          | 158–200                                         | 96                                               | .481–.609        | 13                      | 50 (compresie)                |
| Oțel, ușor AISI 1018                          | 42.4                                            | 334                                              | 7.87             | 205                     | 370 (440 finală)              |
| Aluminiu (fără aliaje)                        | 32.5                                            | 87.7                                             | 2.70             | 69                      | 110 (finală)                  |
| Pin                                           | 31.8–32.8                                       | 11.1–11.5                                        | .350             | 8.30–8.56 (flexiune)    | 41.4 (flexiune)               |
| Alamă                                         | 28.6–36.5                                       | 250–306                                          | 8.4–8.73         | 102–125                 | 250 (finală)                  |
| Cupru                                         | 23.1                                            | 207                                              | 8.93             | 117                     | 220 (finală)                  |
| Sticlă                                        | 5.56–10.0                                       | 13.9–25.0                                        | 2.5              | 50–90                   | 50 (compresie)                |

### În acumlatori
| Dispozitiv de stocare      | Conținut energetic (Joule) | Conținut energetic (W⋅h) | Tip de energie | Masa tipică (g) | Dimensiuni tipice (diametru × înălțime în mm) | Volumul tipic (ml) | Densitatea de energie după volum (MJ/L) | Densitatea de energie în funcție de masă (MJ/kg) |
| -------------------------- | -------------------------- | ------------------------ | -------------- | --------------- | --------------------------------------------- | ------------------ | --------------------------------------- | ------------------------------------------------ |
| Baterie alcalină AA        | 9.360                      | 2.6                      | Electrochimic  | 24              | 14,2 × 50                                     | 7,92               | 1.18                                    | 0,39                                             |
| Baterie alcalină C         | 34.416                     | 9.5                      | Electrochimic  | 65              | 26 × 46                                       | 24.42              | 1.41                                    | 0,53                                             |
| baterie NiMH AA            | 9.072                      | 2.5                      | Electrochimic  | 26              | 14,2 × 50                                     | 7,92               | 1.15                                    | 0,35                                             |
| baterie NiMH C             | 19.440                     | 5.4                      | Electrochimic  | 82              | 26 × 46                                       | 24.42              | 0,80                                    | 0,24                                             |
| Acumulator litiu-ion 18650 | 28.800–46.800              | 8–13                     | Electrochimic  | 44–49           | 18 × 65                                       | 16.54              | 1,74–2,83                               | 0,59–1,06                                        |